# Everlasting Love
〈Everlasting Love〉(에버라스팅 러브)는 일본의 여가수 나카모리 아키나(中森明菜)의 27번째 싱글로 〈NOT CRAZY TO ME〉와 더불어 양A사이드 싱글로서 1993년 5월 21일에 발매하였다. (8cmCD: MVDD-10001, CT: MVSD-10001) 작사는 오오누키 다에코(大貫妙子)가,  작곡과 편곡은 사카모토 류이치(坂本龍一)가 담당하였고 MCA 빅터의 레이블로 출시되었다. 전작인 〈후타리시즈카 -「천하전설살인사건」으로부터〉 이후 2년 3개월만에 발표한 곡으로 레이블을 MCA 빅터로 이적한 후 처음 발매한 곡이기도 하다.
1993년 5월 31일, 오리콘 주간 싱글 차트에 등장하여 최고순위 10위를 달성하였다. 차트 톱100을 총 5주간 지켰다. TV 잡지 《더 텔레비전》은 나카모리의 가창력에 대해 안심하고 들을 수 있는 싱글이라 비평하였다.

## 수록곡
| #            | 제목                               | 작사            | 작곡            | 편곡            | 재생 시간 |
| ------------ | ---------------------------------- | --------------- | --------------- | --------------- | --------- |
| 1.           | 〈〈Everlasting Love〉〉           | 오오누키 다에코 | 사카모토 류이치 | 사카모토 류이치 | 4:52      |
| 2.           | 〈〈NOT CRAZY TO ME〉〉            | NOKKO           | 사카모토 류이치 | 사카모토 류이치 | 4:38      |
| 3.           | 〈〈Everlasting Love (karaoke)〉〉 |                 |                 |                 | 4:52      |
| 4.           | 〈〈NOT CRAZY TO ME (karaoke)〉〉  |                 |                 |                 | 4:37      |
| 총 재생 시간 | 총 재생 시간                       | 총 재생 시간    | 총 재생 시간    | 총 재생 시간    | 18:59     |